# یواس‌اس کوئیل (ای‌ام-۳۷۷)
یواس‌اس کوئیل (ای‌ام-۳۷۷) (به انگلیسی: USS Quail (AM-377)) یک کشتی بود که طول آن ۲۲۱ فوت ۳ اینچ (۶۷٫۴۴ متر) بود. این کشتی در سال ۱۹۴۴ ساخته شد.